# Национальный центр прыжков с трамплина
Национальный центр прыжков с трамплина («Снежный Жуи») (кит. 国家跳台滑雪中心) — лыжный трамплин, расположенный в районе городского подчинения Чунли города Чжанцзякоу провинции Хэбэй. Построен для проведения спортивных мероприятий зимних Олимпийских игр 2022.

## Описание

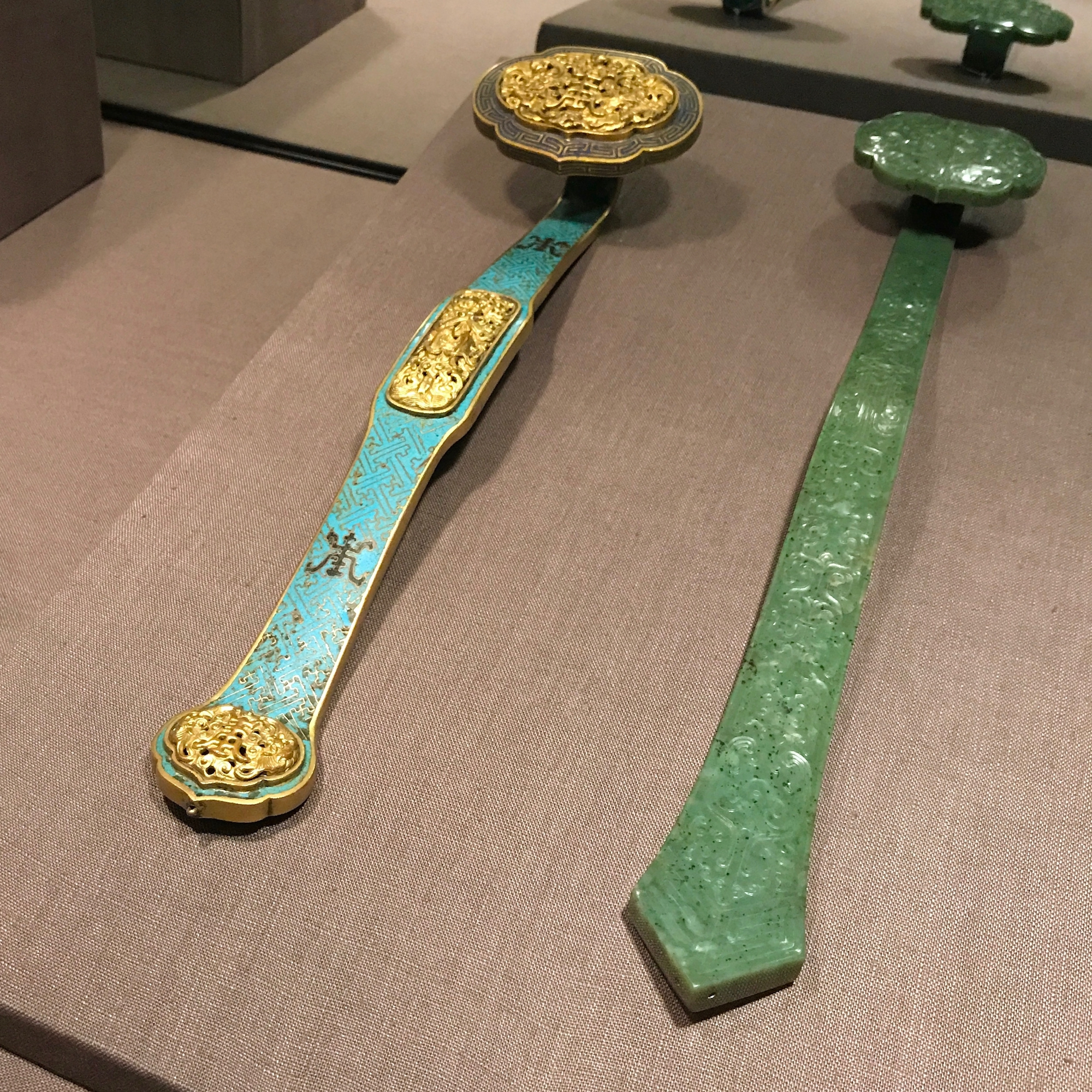
Жезл жуи, вдохновивший дизайнеров сооружения.

Дизайн Национального центра прыжков с трамплина вдохновлен формой волшебного китайского жезла исполнения желаний «жуи» (кит. упр. 如意, пиньинь rú yì, палл. жу и, буквально: «по желанию»). Эти жезлы известны в Китае со времён династии Восточная Хань (25–220 гг. н. э.), их форма основана на образе созвездия Большой Медведицы, а материалом для изготовления – нефрит или золото, что символизирует счастье и благополучие. От круглой вершины платформы до линии профиля и нижней стойки, Национальный центр идеально сочетается с S-образным изгибом «Жуи». Он называется «Снежный Жуи», который не только олицетворяет динамику спортивной архитектуры, но и подчеркивает элементы китайской культуры. 
Форма «Снежный жуи» была разработана командой дизайнеров Университета Цинхуа. Дизайнер команды Ван Хао сказал, что в начале разработки они надеялись объединить международную спортивную культуру с традиционной китайской культурой. Они рассмотрели более 200 планов, которые содержат различные элементы традиционной китайской культуры, но изображение Жуи оказалось наиболее близким к траектории для прыжков с трамплина и стало окончательным выбором.
Спортивный объект спроектирован с двумя дорожками: большой лыжный трамплин HS140 с перепадом высоты 136,2 метра и стандартный лыжный трамплин HS106 с перепадом высоты 114,7 метра.
Обе трассы, которые в ноябре 2020 года прошли принятие Международной федерации лыжного спорта, превратились в лежащую на горе «снежную жуи». Перепад между вершиной «Жуи» и землей составляет более 130 метров. 
«Головка ручки» «Сюэ Жуи» - это вершина многофункционального лекционного зала, вмещающего 500 человек и превращается в хороший пункт для наблюдений за соревнованиями. «Рукоятка» «Сюэ Жуи» - это трасса. («Сюэ» произносится так же, как китайский иероглиф, обозначающий снег).